# آرتور دروری
آرتور دروری (به انگلیسی: Arthur Drewry) (زادهٔ ۳ مارس ۱۸۹۱ – درگذشتهٔ ۲۵ مارس ۱۹۶۱) مدیر فوتبال انگلیسی و پنجمین رئیس فیفا بود.
دروری شش ماه پس از مرگ ناگهانی رادولف سیلدرایرس در سال ۱۹۵۵ به عنوان رئیس فیفا برگزیده شد. او پیش از این گزینش دارای پیشینه رئیس لیگ فوتبال انگلستان و جام اتحادیه این کشور بود. مهمترین رویداد فوتبالی در دوره وی برگزاری جام جهانی فوتبال ۱۹۵۸ سوئد و قهرمانی برزیل با «پله» در این دیدارها بود. دروری در سن ۷۰ سالگی درگذشت.